# 棘托銀鮫屬
棘托銀鮫屬為已滅絕的銀鮫，化石發現於美國蒙大拿州的熊谷石灰岩礦床，為目前已知最古老的銀鮫目物種之一。

## 分類學
棘托銀鮫屬的學名「Echinochimaera」由希臘語的εχινό（echino），意思為棘刺；以及其所屬銀鮫目銀鮫屬的英文名chimaera所組成，為現存銀鮫的近親。

### 物種
目前已知棘托銀鮫屬包含有兩種，化石均發現於美國蒙大拿州的熊谷石灰岩礦床，地層年代為密西西比世晚期，即謝爾普霍夫期。
兩個物種均具有球狀的身體與槳狀的尾鰭、巨大的胸鰭、兩個背鰭、以及與腦顱癒合的下顎。槳狀尾鰭意味著牠們既非掠食者也無法以較快的泳速游動。

#### 梅氏棘托銀鮫E. meltoni

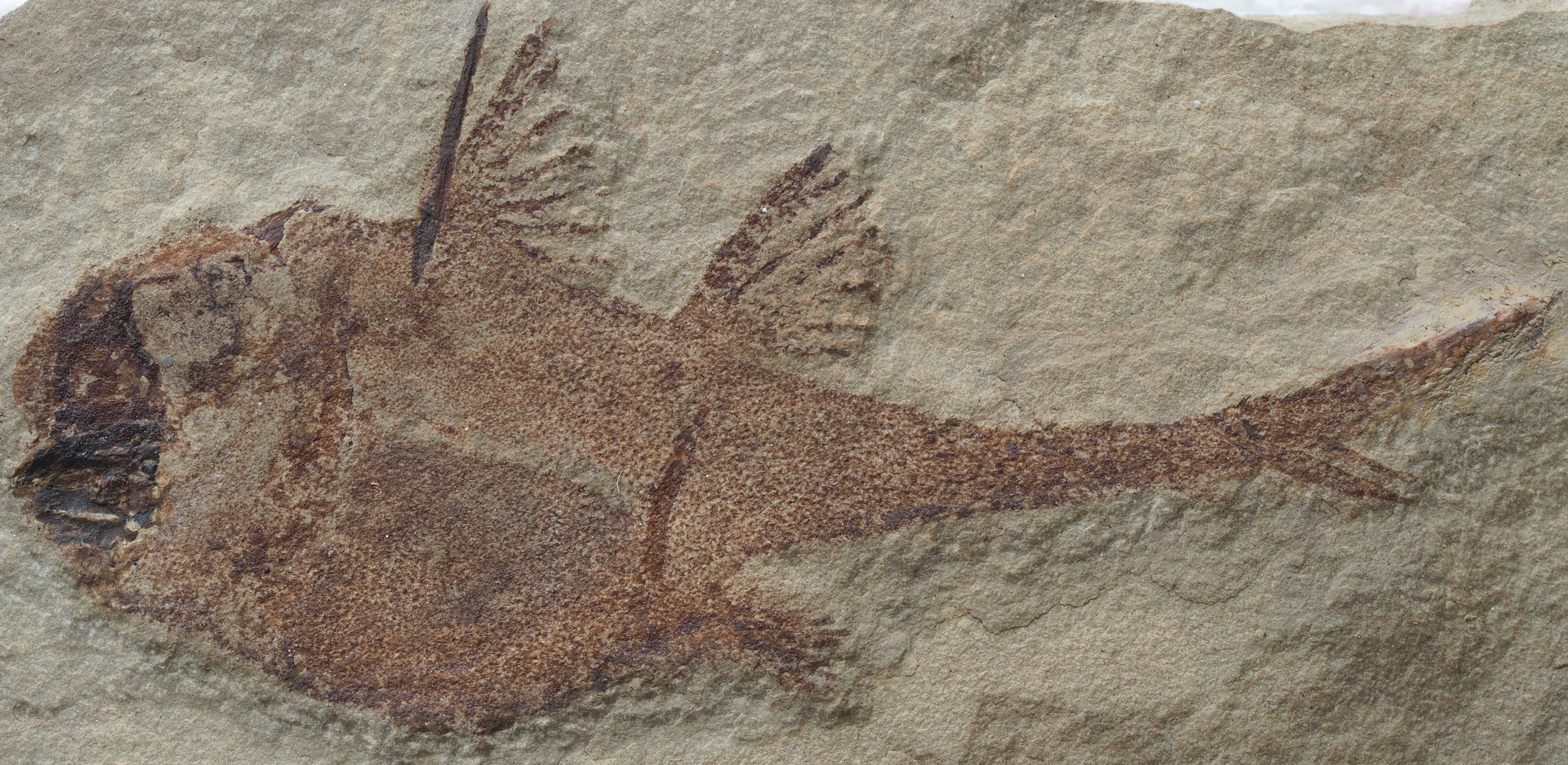
梅氏棘托銀鮫（E. meltoni）化石

梅氏棘托銀鮫最初由艾德菲大學古生物學家理查·隆德於1977年發表並命名。梅氏棘托銀鮫的化石呈現了十分明顯的兩性異形，雄性體長約為150 mm（5.9英寸），而雌性體長則僅有70 mm（2.8英寸）（幼年個體體長約為13至20 mm（0.51至0.79英寸））。大體上，雌性梅氏棘托銀鮫的體長約僅有雄性個體的一半。除此之外，雄性個體具有四對突出的棘刺可用於抵禦掠食者，而雌性個體則缺乏此特徵。
大量的未成熟雄性個體化石以及個體呈現出的明顯兩性異形意味著梅氏棘托銀鮫的演化明顯受到了性選擇影響。

#### 斯氏棘托銀鮫E. snyderi
斯氏棘托銀鮫由理查·隆德於1988年發表命名，所依據為數具體長均小於90 mm（3.5英寸）的幼年個體化石。斯氏棘托銀鮫與梅氏棘托銀鮫的差異包括：魚鰭的細部特徵、下顎外型以及前側具有牙齒而非牙骨板。此外，在這之後發現的斯氏棘托銀鮫成年個體化石較梅氏棘托銀鮫具有更大的體型。